# Agnes Grey
Agnes Grey är en roman av Anne Brontë. Den gavs ut för första gången 1847 under pseudonymen Acton Bell. Liksom systern Charlotte Brontës roman Jane Eyre, som utkom samma år, handlar romanen om en guvernant. Den lär bygga på Anne Brontës egna erfarenheter av att arbeta som guvernant.
Agnes Grey är en prästdotter som på grund av familjens dåliga ekonomi måste försörja sig själv. Ett av de få yrken som en respektabel kvinna från medelklassen kunde ägna sig åt var guvernantens.
Romanen översattes till svenska 2009 av Maria Ekman.